# Stará Boleslav (nádraží)
Stará Boleslav je železniční stanice ve stejnojmenném městě v okrese Praha-východ ve Středočeském kraji poblíž řeky Labe. Nachází se na východním okraji souměstí Brandýs nad Labem-Stará Boleslav. Leží na trati Lysá nad Labem – Ústí nad Labem, která je elektrizovaná soustavou 3 kV DC).

## Historie
Stanice byla vybudována jakožto součást Rakouské severozápadní dráhy (ÖNWB) spojující Vídeň a Berlín, autorem univerzalizované podoby stanic pro celou dráhu byl architekt Carl Schlimp. 1. ledna 1874 byl s boleslavským nádražím uveden do provozu celý nový úsek trasy z Lysé do stanice Ústí nad Labem-Střekov. Po zestátnění ÖNWB v roce 1908 pak obsluhovala stanici jedna společnost, Císařsko-královské státní dráhy (kkStB).
Roku 1909 byl zdvoukolejněn úsek Lysá nad Labem - Mělník, kompletní druhá kolej byla mezi Kolínem a Děčínem dokončena během první světové války, zejména s pracovním nasazením ruských válečných zajatců. Po roce 1918 pak správu přebraly Československé státní dráhy. Trať procházející stanicí byla elektrizována v roce 1958.

## Popis
Nacházejí se zde dvě vnitřní nekrytá jednostranná nástupiště, k příchodu na nástupiště slouží přechody přes koleje.